# Muntingiaceae

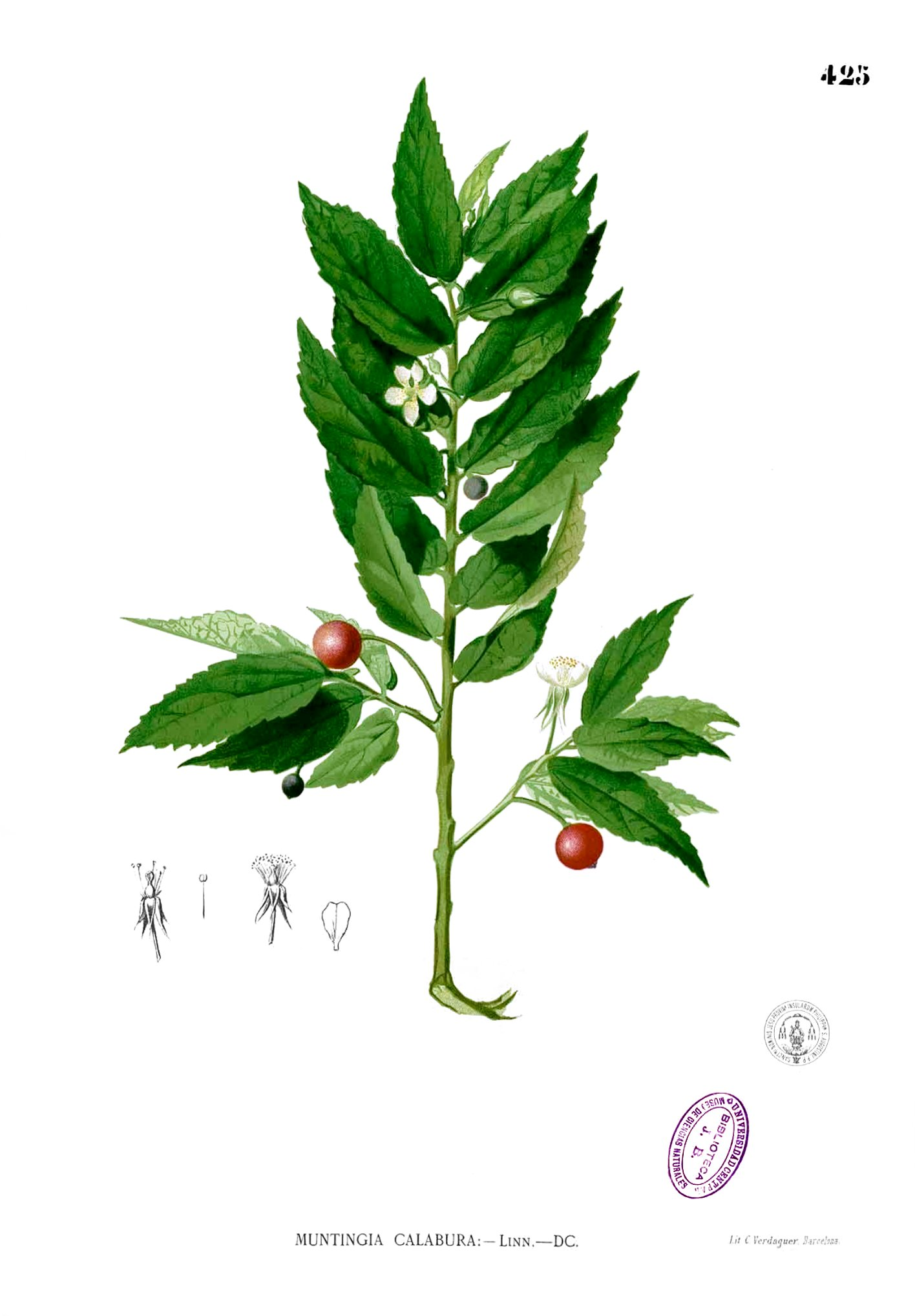
Illustration von Muntingia calabura

Die Muntingiaceae sind eine kleine Pflanzenfamilie in der Ordnung der Malvenartigen (Malvales). Die namengebende Gattung Muntingia ehrt den niederländischen Botaniker Abraham Munting (1626–1683).
Diese Familie enthält heute drei monotypische Gattungen mit nur drei Arten. Es handelt sich um eine rein neotropische Familie.

## Beschreibung
Es sind kleine bis mittelgroße Bäumen oder Sträucher. Die ganze Pflanze ist behaart. Die wechselständig und zweizeilig angeordneten Laubblätter sind gestielt und einfach. Der Blattrand ist gesägt. Nebenblätter sind vorhanden.
Die Blüten stehen meist einzeln, bei Muntingia auch manchmal zu wenigen zusammen. Die zwittrigen, radiärsymmetrischen Blüten sind meist fünf- (vier- bis sieben-) zählig. Es ist ein ringförmiger Diskus oder Nektarien vorhanden. Die meist fünf (vier bis sieben) Kelchblätter sind verwachsen. Die meist fünf (vier bis sieben) freien, genagelten Kronblätter sind weiß, rosafarben oder gelb und besitzen unregelmäßige Ränder. Es sind (selten elf bis) meist 15 bis 100 fertile Staubblätter vorhanden; sie sind frei oder zu Bündeln zusammengefasst. Es kann ein Androphor ausgebildet sein. Fünf oder sechs bis sieben Fruchtblätter sind zu einem Fruchtknoten verwachsen. Jedes Fruchtknotenfach enthält 25 bis 50 Samenanlagen. Der Griffel endet in einer einfachen oder fünf- bis siebenlappigen Narbe. Die Bestäubung erfolgt durch Insekten (Entomophilie) aus der Ordnung der Hautflügler (Hymenoptera).
Sie bilden fleischige Beeren, die 25 bis viele 1000 von Fruchtfleisch umhüllte Samen enthalten.

## Systematik und Verbreitung
Die Gattungen wurden früher in der Unterfamilie Neotessmannioideae in die Tiliaceae eingegliedert.
Die Familie kommt nur in der Neotropis natürlich vor. Diese Familie enthält drei monotypische Gattungen, also nur drei Arten:
- Dicraspidia Standl.: Mit der einzigen Art:
  - Dicraspidia donnell-smithii Standl.: Fruchtknoten halbunterständig. Das Areal reicht von Honduras bis Kolumbien.
- Muntingia L.: Mit der einzigen Art:
  - Muntingia calabura L., manchmal wie einige andere Pflanzenarten auch Jamaikakirsche genannt: Fruchtknoten oberständig. Diese Art ist weit verbreitet in Lateinamerika. In vielen tropischen und subtropischen Ländern ist sie ein Neophyt. Sie tritt manchmal als Pionierpflanze nach einer Abholzung auf.
- Neotessmannia Burret: Mit der einzigen Art:
  - Neotessmannia uniflora Burret: Fruchtknoten unterständig. Sie ist nur aus dem östlichen Peru bekannt.

## Nutzung
Von Muntingia calabura sind die Früchte essbar; sie wird weltweit in den Tropen als Zierpflanze verwendet.

## Bilder
Muntingia calabura:

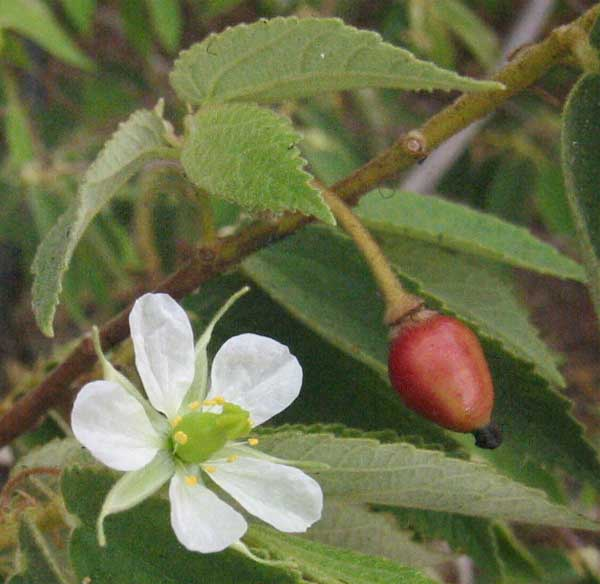
Blüte und Frucht
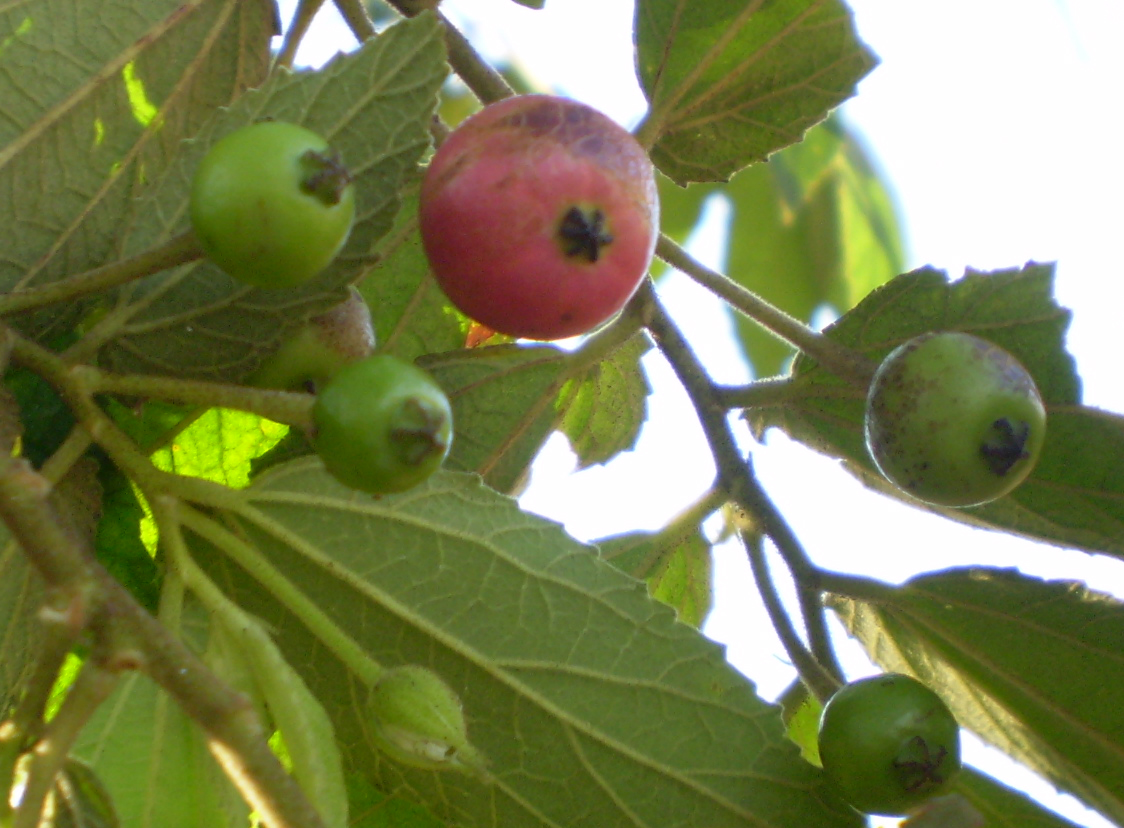
Unreife und reife Früchte
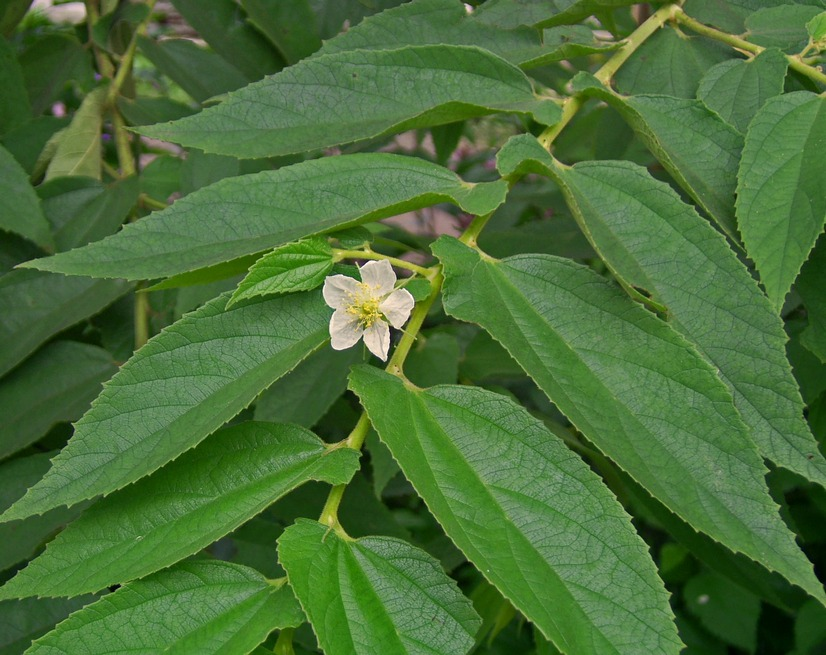
Zweig mit Blüte und Blättern